# Station Outrup
Station Outrup is een spoorweghalte in Outrup  in de gemeente Varde in Denemarken. Het station ligt aan de spoorlijn Varde - Tarm. Outrup wordt  bediend door de treinen van Esbjerg naar Nørre Nebel. Treinen stoppen alleen op verzoek.